# Деденка
Деденка, Деденька — река в России, протекает в Парфинском и Демянском районах Новгородской области. Устье реки находится в 14 км по правому берегу реки Полометь. Длина реки составляет 19 км.

## Исторические сведения
По реке Деденка находились владения Духова монастыря: деревня Затишье, к которой были припущены пустоши Малое Затишейцо, Дурылково (Цепков А. И. Свод письменных источников по истории Рязанского края XIV—XVII вв. Том 4. С.544. Рязань: Александрия. 2005)

## Данные водного реестра
По данным государственного водного реестра России относится к Балтийскому бассейновому округу, водохозяйственный участок реки — Ловать и Пола, речной подбассейн реки — Волхов. Относится к речному бассейну реки Нева (включая бассейны рек Онежского и Ладожского озера).
Код объекта в государственном водном реестре — 01040200312102000022516.